# Havelská (Praha)
Havelská ulice na Starém Městě v Praze spojuje Železnou ulici s Uhelným trhem. Nazvaná je podle kostela svatého Havla, který byl postaven v roce 1263. Nachází se tu Havelský trh, nejstarší dochované tržiště staré Prahy založené v roce 1232.

## Historie a názvy
Havelská ulice podobně jako rovnoběžná Rytířská ulice vznikla v roce 1362 na ploše Nového tržiště v Havelském městě po stavbě tržní budovy s krámky trhovníků (tzv. kotce – odtud název sousední ulice V Kotcích), kterými byli převážně kožešníci, plátenící a soukenící. Názvy ulice se měnily:

- od 15. století – část při Uhelném trhu se nazývala "V kolářích" a část při Ovocném trhu se nazývala "Tanmark" nebo "Tandlmark", co značí trh s použitým zbožím – vetešnictví
- od 18. století – část při Uhelném trhu (západní) má název "Uhelná" a východní část "Havelský plac"
- po roce 1850 – západní část má název "Zelný trh" a východní část "Havelské náměstí"
- 1870 – 1940 – celá ulice má název "Havelská"
- 1940 – 1945 – západní část má název "Eberhardova"
- od roku 1945 – obě části mají opět název "Havelská".[4]

## Budovy, firmy a instituce
- Hama minimarket – Havelská 4
- Dům s renesančním malovaným záklopovým stropem – Havelská 5[5]
- restaurace U Zlatého slona – Havelská 9[6]
- Pizzeria Corto – Havelská 15[7]
- hotel Prague Golden Age – Havelská 18[8]
- restaurace Havelská koruna – Havelská 21 a 23[9]
- řetězec rychlého občerstvení Hooters – Havelská 25[10]
- reprezentační prodejna Tresoria, dům nyní ve vlastnictví DUEMILA, s.r.o., je zde hotel LEON D'ORO a obchod Carmen Fur and Leather – Havelská 29[11][12]